# Шандра севанская
Шандра севанская (лат. Marrubium goktschaicum) — многолетнее растение, вид рода Шандра (Marrubium) семейства Яснотковые (Lamiaceae).

## Распространение и экология
Встречается в Закавказье. Эндемик. Описан из Армении, с озера Севан.
Растёт по степным горным склонам.

## Ботаническое описание
Корневище изогнутое, с многочисленными тонкими корешками.
Стебли высотой 20—40 см, многочисленные, изогнутые, пурпуровые.
Нижние листья яйцевидные, тупозубчатые, длиной 2,5—3 см, шириной 1,5—2 см, на довольно длинных черешках; прицветные — яйцевидно-эллиптические, крупно зубчатые, к основанию суженные, коротко черешковые или сидячие, сверху светло-зелёные, снизу морщинистые.
Соцветие из многочисленных ложных 10—12-цветковых мутовок; прицветники шиловидные, прямые, почти равны чашечке; чашечка с пятью прямыми шиловидными зубцами, в 3—4 раза короче трубки; венчик лиловый, сильно выдающийся из чашечки.
Орешки обратнояйцевидные, тёмно-бурые, мелко бугорчатые.

## Классификация
Вид Шандра севанская входит в род Шандра (Marrubium) подсемейства Яснотковые (Nepetoideae) семейства Яснотковые (Lamiaceae) порядка Ясноткоцветные (Lamiales).
|  |                                      |  |                                                             |                                                             |                      |  | ещё 21 семейство (согласно Системе APG II) | ещё 21 семейство (согласно Системе APG II)  |                                             |  |  |  | ещё более 50 родов | ещё более 50 родов   |  |  |
|  |                                      |  |                                                             |                                                             |                      |  | ещё 21 семейство (согласно Системе APG II) | ещё 21 семейство (согласно Системе APG II)  |                                             |  |  |  | ещё более 50 родов | ещё более 50 родов   |  |  |
|  |                                      |  |                                                             | порядок Ясноткоцветные                                      |                      |  |                                            |                                             | подсемейство Яснотковые                     |  |  |  |                    | вид Шандра севанская |  |  |
|  |                                      |  |                                                             | порядок Ясноткоцветные                                      |                      |  |                                            |                                             | подсемейство Яснотковые                     |  |  |  |                    | вид Шандра севанская |  |  |
|  | отдел Цветковые, или Покрытосеменные |  |                                                             |                                                             | семейство Яснотковые |  |                                            |                                             | род Шандра                                  |  |  |  |                    |                      |  |  |
|  | отдел Цветковые, или Покрытосеменные |  |                                                             |                                                             |                      |  |                                            |                                             |                                             |  |  |  |                    |                      |  |  |
|  |                                      |  | ещё 44 порядка цветковых растений (согласно Системе APG II) | ещё 44 порядка цветковых растений (согласно Системе APG II) |                      |  |                                            | ещё 7 подсемейств (согласно Системе APG II) | ещё 7 подсемейств (согласно Системе APG II) |  |  |  | ещё около 40 видов |                      |  |  |
|  |                                      |  |                                                             | ещё 44 порядка цветковых растений (согласно Системе APG II) |                      |  |                                            |                                             | ещё 7 подсемейств (согласно Системе APG II) |  |  |  |                    |                      |  |  |